# Epitheca
Epitheca är ett släkte i insektsordningen trollsländor som tillhör familjen skimmertrollsländor. Det finns omkring 13 arter i släktet, som ibland delas upp i två undersläkten, Epicordulia och Tetragoneuria. Många av arterna anses ha flera olika underarter, varav några av en del biologer räknas som egna arter. De flesta arter i släktet finns i Nordamerika. I Sverige har det påträffats en art av släktet.

## Arter
- Epitheca bimaculata
- Epitheca canis
- Epitheca costalis
- Epitheca cynosura
- Epitheca marginata
- Epitheca petechialis
- Epitheca princeps
- Epitheca regina
- Epitheca semiaquea
- Epitheca sepia
- Epitheca spinigera
- Epitheca spinosa
- Epitheca stella